# Myung-whun Chung
Chung Myung-whun (Seül (Corea), 22 de gener, 1953), és un director i pianista sud-coreà.

## Biografia
Chung va fer els seus primers concerts de piano a set anys a Seül amb l'Orquestra Filharmònica de Seül. Després de l'emigració de la família als EUA, va començar la seva formació a Nova York a la "Mannes School of Music" (piano i direcció d'orquestra). El 1970 va guanyar el concurs del New York Times i el 1974 va rebre el segon premi al Concurs de piano Txaikovski.
Chung i les seves dues germanes Chung Myung-wha (violoncel) i Chung Kyung-wha (violí) han participat en concerts com a trio des de 1967, i el 1971 va debutar com a director amb l'Orquestra Simfònica de Corea. El 1975, mentre continuava els seus estudis de direcció a la Juilliard School, Chung es va convertir en director de la Juilliard's Precollege Orchestra. La seva carrera com a pianista ja l'ha portat a concerts a Nova York, Londres i Berlín. El 1978 va completar la seva formació i esdevingué assistent de Carlo Maria Giulini a l'Orquestra Filharmònica de Los Angeles.
El 1981, Chung va abandonar els EUA i els anys següents va assumir diferents tasques com a director d'orquestra a Europa. Del 1984 al 1990 va dirigir l'Orquestra Simfònica de la Ràdio de Saarbrücken, amb la qual va estrenar, entre altres coses, la 3a Simfonia d'Isang Yun el 1985. A partir de 1990 va ser a l'Òpera de la Bastilla de París, on va dirigir l'obra inaugural de la primera temporada el 17 de març de 1990, Les Troyens. El 1994, amb l'orquestra de l'òpera, va estrenar el Concert à quatre d'Olivier Messiaen, que el compositor li havia dedicat a ell i a l'orquestra. El mateix any va haver de dimitir del seu càrrec després de disputes amb l'administració de l'òpera.
També va ser director convidat principal al Teatro Communale de Florència del 1987 al 1992 i va debutar al Metropolitan Opera House el 1986 amb Simon Boccanegra. També va treballar a les òperes de San Francisco, Montecarlo i Ginebra i des de 1997 és director honorari de l'Accademia nationale di Santa Cecilia de Roma.
El 1997 va esdevenir director titular de l'Orquestra Filharmònica d'Àsia; Del 2000 al 2015 va ocupar el càrrec de director musical de l'Orchestre Philharmonique de Radio France i també és assessor artístic de l'Orquestra Simfònica de Tòquio des del 2001. El 2006, Chung va ser nomenat director principal de l'Orquestra Filharmònica de Seül. Les aparicions convidades el porten als teatres d'òpera i escenaris de concerts més importants del món. L'any 2011, hi va haver un acalorat debat sobre l'import del seu sou de 2.000 milions de wons per al 2010. Finalment, va acceptar després d'un àpat amb l'alcalde de Seül Park Won-soon, de manera que el seu sou per al 2011 es va reduir en 700 milions de wons. Des de la temporada 2012/13, Chung ha estat el director convidat principal de la Staatskapelle Dresden. El 2018 i el 2019 va dirigir el Concert de Cap d'Any de Venècia.
La UNESCO va reconèixer el seu compromís amb les qüestions humanitàries i ambientals en nomenar-lo "Home de l'any" l'any 1995, i va treballar per a les Nacions Unides com a ambaixador especial per a problemes de drogues des del 1992 fins al 1997. A la seva Corea natal, va ser nomenat el primer ambaixador cultural de la història. Des de l'abril de 2008 ha donat suport a la tasca d'UNICEF com a "Ambaixador de bona voluntat".
Chung té tres fills, i el seu fill petit també treballa com a director.